# モルゴンジョーリ
モルゴンジョーリ（イタリア語: Morgongiori）は、イタリア共和国サルデーニャ州オリスターノ県にある、人口約700人の基礎自治体（コムーネ）。

## 地理

### 位置・広がり

#### 隣接コムーネ
隣接するコムーネは以下の通り。
- アーレス
- クルクーリス
- マッルービウ
- マズッラス
- ポンプ
- サンタ・ジュスタ
- シーリス
- ウーラス